# Claraeola anorhaebus
Claraeola anorhaebus är en tvåvingeart som först beskrevs av Hardy 1968.  Claraeola anorhaebus ingår i släktet Claraeola och familjen ögonflugor. Inga underarter finns listade i Catalogue of Life.